# Mary Boland
Mary Boland (właśc. Marie Anne Boland; ur. 28 stycznia 1880 w Filadelfii, zm. 23 czerwca 1965 w Nowym Jorku) – amerykańska aktorka filmowa, teatralna i telewizyjna.

## Filmografia
- 1935: Two for Tonight jako pani Smythe
- 1936: The Big Broadcast of 1936 jako pani Sealingsworth
- 1939: Kobiety jako hrabina De Lave
- 1940: Duma i uprzedzenie jako pani Bennet
- 1940: Abbott i Costello w tropikach jako ciotka Kitty Marblehead